# Gregorčičeva ulica (Maribor)

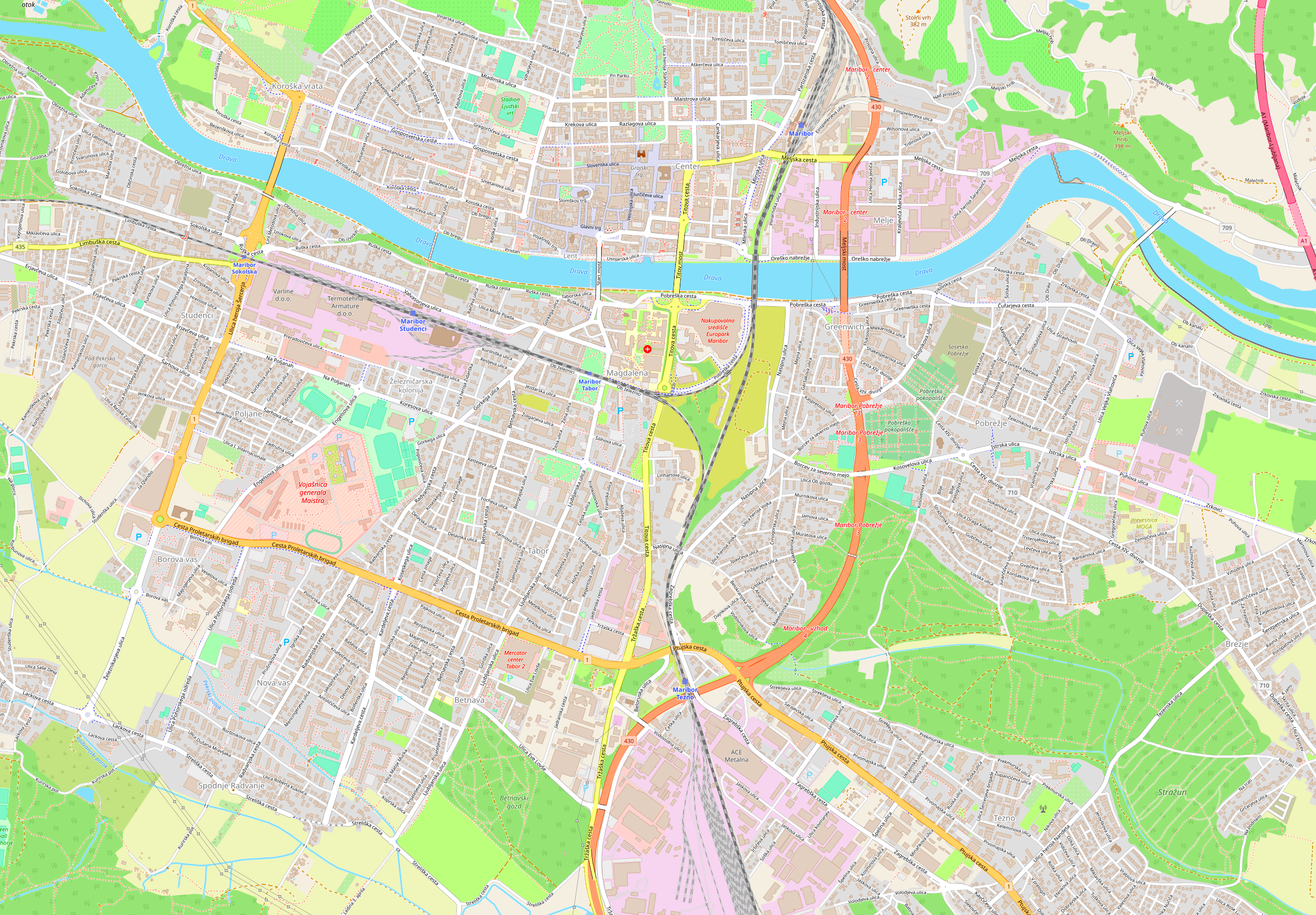

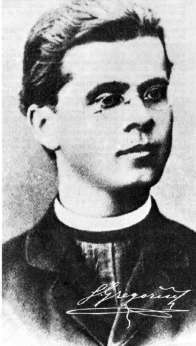
Simon Gregorčič

Gregorčičeva ulica (Gregorčič-Gasse) ist der Name einer Straße in den Bezirken Center und Koroska vrata der Stadtgemeinde Maribor, Slowenien. Sie ist benannt nach dem slowenischen Dichter und katholischen Priester Simon Gregorčič (1844 bis 1906).

## Geschichte
Die Straße wurde in der zweiten Hälfte des 19. Jahrhunderts als Schiller-Straße neu angelegt. Sie endete damals an der heutigen Strossmayerjeva ulica  (damals Schmiderer-Gasse), der historischen westlichen Begrenzung der Stadt.
1919 und nach 1945 erhielt die Straße ihren heutigen Namen. In der Zeit der deutschen Besatzung von 1941 bis 1945 wurde sie erneut Schiller-Straße genannt und reichte 1942 bereits bis zur Kahujova ulica, damals Langergasse.

## Lage
Die Straße beginnt an der Kreuzung des Trg generala Maistra mit der Grajska ulica und verläuft nach Westen, parallel zu den südlich gelegenen Straßen Slovenska ulica und  Gosposvetska cesta, bis zur Einmündung in die Kajuhova ulica südwestlich des Ljudski-vrt-Stadions.

## Abzweigende Straßen
Die Straße berührt folgende Straßen und Orte (von Osten nach Westen): Tyrševa ulica, Trubarjeva ulica und Gledališka ulica, Strossmeyerjeva ulica, Prežihova ulica.

## Bauwerke und Einrichtungen
- Schloss Maribor
- General-Maister-Park
- Evangelische Kirche Maribor (Ecke Trubarjeva ulica)[7]
- Ljudski vrt Stadion